# شمشون

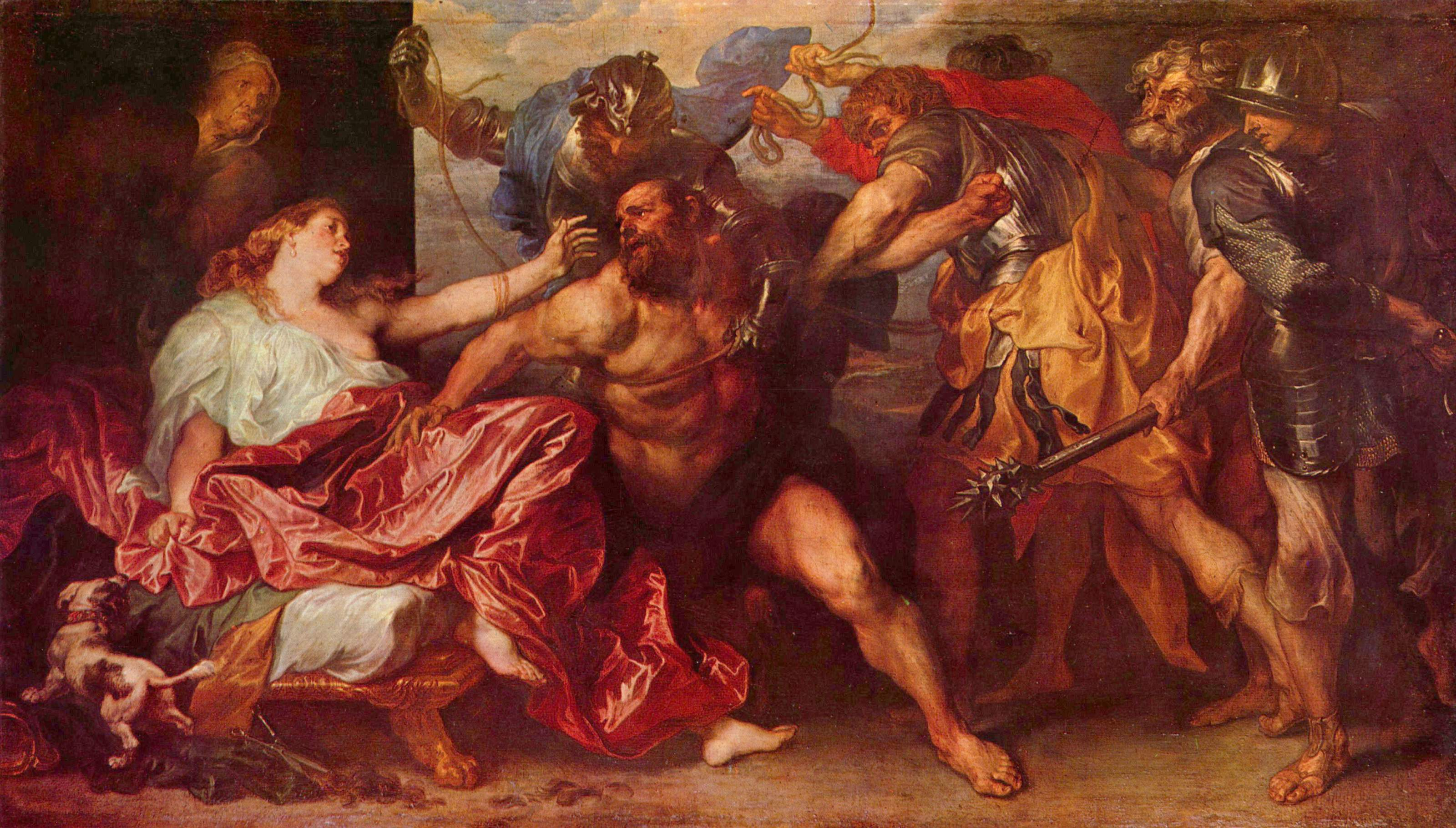
شمشون ودليلة، لوحة من عمل أنثوني فان ديك

شمشون بن منوح الدني (بالعبرية: שִׁמְשׁוֹן) من شخصيات العهد القديم، هو بطل شعبي من إسرائيل القديمة اشتهر بقوته الهائلة وورد ذكره في سفر القضاة في الأصحاحات 13 إلى 16، وفي الرسالة إلى العبرانيين من العهد الجديد في الأصحاح 11، وقصصه شاعت في القرن الحادي عشر قبل الميلاد.

## القصة في الكتاب المقدس
عاش شمشون عندما كان الله يعاقب بني إسرائيل بتسليمهم لأيدي الفلسطينيين، وقد بشر بولادته ملاك ظهر أمام والده وزوجته العاقر وقال إن الولد سيخلص الإسرائيليين من الفلسطينيين، وطلب الملاك من أمه أن تمتنع عن المشروبات الكحولية وأن لا يحلق أو يقص المولود شعره أبدا.
فَهَا إِنَّكِ تَحْبَلِينَ وَتَلِدِينَ ابْنًا، وَلاَ يَعْلُ مُوسَى رَأْسَهُ، لأَنَّ الصَّبِيَّ يَكُونُ نَذِيرًا للهِ مِنَ الْبَطْنِ، وَهُوَ يَبْدَأُ يُخَلِّصُ إِسْرَائِيلَ مِنْ يَدِ الْفِلِسْطِينِيِّينَ». (قض 5:13)
وقد رُبي الولد حسب هذه التوصيات. وعندما أصبح شاباً ترك بلاده ليرى مدن الفلسطيين وهناك أحب امرأة فلستية وتزوجها، وكان الزواج ضمن الخطة الإلهية لضرب الفلستيُّون. وفي طريقه لطلب يدها هاجمه أسد آسيوي فشقه وقتله شمشون بيده بقوة الرب وبدون سلاح.
وفي طريقة للعرس لاحظ شمشون أن النحل عشش في جثة الأسد وصنع عسلاً فأكل منه وأعطى أيضا والديه. وفي حفل الزواج أخبر شمشون ثلاثين رجلا فلستيا أحجية ووعدهم بثلاثين قميصا وثلاثين قطعة ثياب.
الأحجية: من الآكل خرج أكل، ومن القوي خرجت حلاوة تشير لتجربته مع الأسد. غضب الفلستيُّون من الأحجية وأخبروا زوجته أنهم سيحرقونها مع عائلة أبيها إن لم تكتشف الحل وتخبرهم. وبعد رجاء الزوجة أخبرها شمشون فأخبرتهم، وقبل غروب اليوم السابع أخبروه:
فَقَالَ لَهُ رِجَالُ الْمَدِينَةِ فِي الْيَوْمِ السَّابعِ قَبْلَ غُرُوبِ الشَّمْسِ: «أَيُّ شَيْءٍ أَحْلَى مِنَ الْعَسَلِ، وَمَا أَجْفَى مِنَ الأَسَدِ؟» فَقَالَ لَهُمْ: «لَوْ لَمْ تَحْرُثُوا عَلَى عِجْلَتِي، لَمَا وَجَدْتُمْ أُحْجِيَّتِي». (قض 5:13)
فرد عليهم:لولا أنكم حرثتم على بقرتي، لم تكونوا لتعرفوا حل أحجيتي، وغضب وقتل ثلاثين رجلاً فلسطينياً وأخذ لباسهم ليعطيها للثلاثين فلسطينياً الذين حضروا الحفل.
وعند رجوعه لبيت والدها اكتشف أن زوجته أعطيت لصديقه كزوجة، ورفض والدها السماح له برؤيتها وعرض عليه أختها الصغيرة فقام شمشون بوضع مشاعل على أذناب ثلاثمئة ثعلب لتركض خائفة في حقول الفلستيُّون وتحرقها كلها، عرف الفلستيُّون سبب حرق شمشون لمزارعهم فحرقوا زوجته ووالدها حتى الموت، وانتقاما منهم قام شمشون بذبح عدد أكبر من الفلستيُّون.
وفي نهاية سفر القضاة الإصحاح 16
ظل شمشون يقضي على إسرائيل عشرين سنة في حكم الفلستيُّون

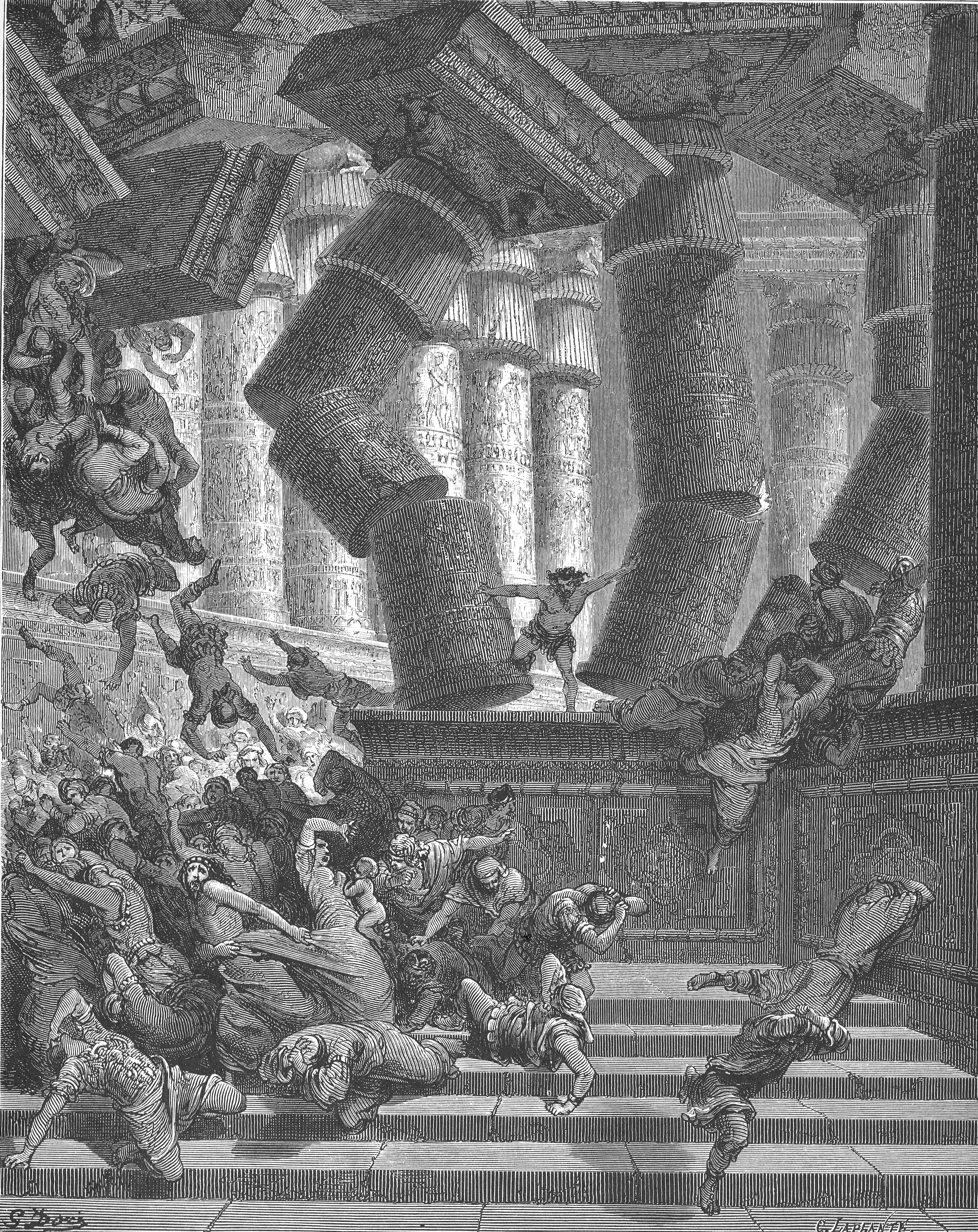
تدمير شمشون للمعبد

ذهب شمشون بعدها إلى غزة ونام في بيت مومس، انتظره أعداؤه عند بوابة المدينة ليقتلوه لكنه حطم البوابة وحملها للهضبة مقابل حبرون.
التجأ شمشون بعدها لكهف في صخرة عيتيم، وجاء جيش من الفلستيُّون وطلب من رجال اليهودية الثلاثة آلاف تسليم شمشون.
رضي شمشون أن يربطوه بحبلين جديدين وأن يسلموه لكنه حرر نفسه وهرب عند التسليم، وقام بعد ذلك بقتل ألف فلسطيني بفك حمار.
أحب بعدها امرأة اسمها دليلة، فطلب منها الفلستيُّون أن تحاول كشف سر قوة شمشون، لم يخبرها شمشون سره في البداية لكنه قال إنه يمكن ربطه بأوتار طرية، فعلت ذلك خلال نومه لكنه قطعها عند استيقاظه، فقالت قد ختلتني وكلمتني بالكذب فاخبرني الآن بماذا توثق، فأخبرها أنه يمكن ربطه بحبال جديدة، فربطته في نومه لكنه استيقظ وقطعها أيضا، ثم أخبرها أنه يمكن ربطه إذا ربطت خصل شعر صدغيه، ففعلت في نومه لكنه حلها عندما استيقظ، أخيرا أخبرها أنه يفقد قوته إذا فقد شعره، فطلبت من خادم أن يحلق شعره، ومع كسر عهده النذيري تركه الله وقبض عليه الفلستيُّون وحرقوا عينيه، ثم بعد أن أصبح أعمى أخذه الفلستيُّون إلى غزة وسجنوه ليعمل في طحن الشعير.
وفي أحد الأيام اجتمع الفلستيُّون في معبد ليضحوا للإلاه داجون كشكر على مسكهم شمشون، وأحضروا شمشون ليسليهم، وكان هناك ثلاثة آلاف رجل وامرأة على سطح بيت العبادة لمشاهدة الحفل، لكن شعر شمشون كان قد عاد فسأل الخادم عن أعمدة المعبد الرئيسية لكي يستند عليها.
وقبض شمشون على العمودين المتوسطين الذين كان البيت قائما عليهما واستند عليهما الواحد بيمينه وآخر بيساره وقال شمشون لتمت نفسي مع الفلسطينيون وانحنى بقوة فسقط البيت على الأقطاب وعلى كل الشعب الذي فيه فكان الموتى الذين أماتهم في موته أكثر من الذين أماتهم في حياته.
بعد موته أخرجت عائلته جثته ودفنوه قرب قبر والده.

## في الإسلام
فقد ذُكر في بعض كتب التفسير أنَّ شمشون اسم لرجل صالح من بني إسرائيل، ويُعرف بشمشون القوي؛ لفضل قوة كانت في يده، ويعرف أيضا بالجبّار. وقد أورد قصته الثعلبي في تفسيره الكشف والبيان عن تفسير القرآن، وأسند خبره إلى وهب بن مُنبِّه، وهو أحد التابعين الذين يقصُّون أخبار بني إسرائيل.